# 射水市
射水市（日语：／ Imizu shi */?）為位於日本富山縣西部的城市。轄區主要位於射水平原位於川右岸的區域，北側臨富山灣，沿海區域有以富山新港為中心的工業區，最南側則為屬於射水丘陵的丘陵地。

## 人口
由於位於富山縣的兩大城市富山市和高岡市之間，因此同時屬於富山都市圈和高岡都市圈，轄內東部的居民主要是往東側的富山市通勤，西部的居民則是主要往西側的高岡市通勤。
| 射水市人口分布圖 |                                               |  |
| 射水市與日本全國年齡別人口分布比較圖 （2005年資料） | 射水市的年齡、男女別人口分布圖 （2005年資料） |  |
| ■紫色是射水市 ■綠色是全国 | ■藍色是男性 ■紅色是女性                       |  |
| 射水市人口變化 \| 1970年 \| 83,631人 \| \| \| 1975年 \| 88,372人 \| \| \| 1980年 \| 91,317人 \| \| \| 1985年 \| 93,742人 \| \| \| 1990年 \| 92,912人 \| \| \| 1995年 \| 92,981人 \| \| \| 2000年 \| 93,503人 \| \| \| 2005年 \| 94,209人 \| \| \| 2010年 \| 93,588人 \| \| \| 2015年 \| 92,308人 \| \| \| 2020年 \| 90,742人 \| \| |                                               |  |
| 資料來源：日本總務省統計中心提供之人口普查數據 |                                               |  |
| 1970年 | 83,631人                                      |  |
| 1975年 | 88,372人                                      |  |
| 1980年 | 91,317人                                      |  |
| 1985年 | 93,742人                                      |  |
| 1990年 | 92,912人                                      |  |
| 1995年 | 92,981人                                      |  |
| 2000年 | 93,503人                                      |  |
| 2005年 | 94,209人                                      |  |
| 2010年 | 93,588人                                      |  |
| 2015年 | 92,308人                                      |  |
| 2020年 | 90,742人                                      |  |

## 歷史
現在的射水市轄區過去在令制國時代屬於越中國射水郡，17世紀江戶時代後，成為前田氏加賀藩的領地，直到19世紀末明治維新實施廢藩置縣後最初改隸屬金澤縣，在1871年的第一次府縣整併後，一度被劃入新設立的七尾縣，不過在1876年的第二次府縣整併中，又隨著七尾縣被併入由原金澤縣更名而成的石川縣，最後在1883年過去原屬越中國的區域再次自石川縣中分出，隸屬新設立的富山縣。
1889年富山縣實施町村制時，現在的射水市轄區在當時分屬大門町、二口村、淺井村、櫛田村、水戶田村、金山村、橋下條村、小杉町、黑河村、大江村、下村、七美村、打出本江村、海老江村、堀岡村、片口村、作道村、大島村、塚原村、新湊町共20個行政區劃，在經歷1940年代至1950年代期間的町村整併後，這20個町村被整併為位於北部沿海的新湊市、位於西南部的大門町及位於東南部的小杉町，不過位於中部的大島町及位於東部的下村在此期間則是未參與任何整併。
2000年代日本政府開始推動市町村整併，新湊市、大門町、小杉町、大島町、下村因此在2005年完成合併，成為射水市。

### 變遷表
| 1896年4月1日 | 1896年 - 1912年 | 1912年 - 1944年           | 1912年 - 1944年           | 1945年 - 1954年           | 1945年 - 1954年           | 1955年 - 1989年           | 1989年 - 現在              | 現在                       |
| ------------ | --------------- | ------------------------- | ------------------------- | ------------------------- | ------------------------- | ------------------------- | -------------------------- | -------------------------- |
| 牧野村       | 牧野村          | 1940年12月1日 併入新湊町  | 1942年10月2日 併入高岡市  | 1951年1月1日 牧野村       | 1951年4月4日 併入高岡市   | 1951年4月4日 併入高岡市   | 2005年11月1日 合併為高岡市 | 2005年11月1日 合併為高岡市 |
| 新湊町       | 新湊町          | 新湊町                    | 1942年10月2日 併入高岡市  | 1951年1月1日 新湊町       | 1951年3月15日 新湊市      | 新湊市                    | 2005年11月1日 合併為射水市 | 2005年11月1日 合併為射水市 |
| 七美村       | 七美村          | 七美村                    | 七美村                    | 七美村                    | 1953年4月1日 併入新湊市   | 新湊市                    | 2005年11月1日 合併為射水市 | 2005年11月1日 合併為射水市 |
| 打出本江村   | 打出本江村      | 1915年1月1日 更名為本江村 | 1915年1月1日 更名為本江村 | 1915年1月1日 更名為本江村 | 1953年4月1日 併入新湊市   | 新湊市                    | 2005年11月1日 合併為射水市 | 2005年11月1日 合併為射水市 |
| 海老江村     |                 |                           |                           |                           | 1953年4月1日 併入新湊市   | 新湊市                    | 2005年11月1日 合併為射水市 | 2005年11月1日 合併為射水市 |
| 堀岡村       |                 |                           |                           |                           | 1953年4月1日 併入新湊市   | 新湊市                    | 2005年11月1日 合併為射水市 | 2005年11月1日 合併為射水市 |
| 片口村       |                 |                           |                           |                           | 1953年4月1日 併入新湊市   | 新湊市                    | 2005年11月1日 合併為射水市 | 2005年11月1日 合併為射水市 |
| 作道村       |                 |                           |                           |                           | 1953年4月1日 併入新湊市   | 新湊市                    | 2005年11月1日 合併為射水市 | 2005年11月1日 合併為射水市 |
| 塚原村       | 塚原村          | 塚原村                    | 塚原村                    | 塚原村                    | 1953年10月5日 併入新湊市  | 新湊市                    | 2005年11月1日 合併為射水市 | 2005年11月1日 合併為射水市 |
| 大門町       | 大門町          | 大門町                    | 大門町                    | 大門町                    | 1954年3月1日 合併為大門町 | 1954年3月1日 合併為大門町 | 2005年11月1日 合併為射水市 | 2005年11月1日 合併為射水市 |
| 二口村       |                 |                           |                           |                           | 1954年3月1日 合併為大門町 | 1954年3月1日 合併為大門町 | 2005年11月1日 合併為射水市 | 2005年11月1日 合併為射水市 |
| 淺井村       |                 |                           |                           |                           | 1954年3月1日 合併為大門町 | 1954年3月1日 合併為大門町 | 2005年11月1日 合併為射水市 | 2005年11月1日 合併為射水市 |
| 櫛田村       |                 |                           |                           |                           | 1954年3月1日 合併為大門町 | 1954年3月1日 合併為大門町 | 2005年11月1日 合併為射水市 | 2005年11月1日 合併為射水市 |
| 水戶田村     |                 |                           |                           |                           | 1954年3月1日 合併為大門町 | 1954年3月1日 合併為大門町 | 2005年11月1日 合併為射水市 | 2005年11月1日 合併為射水市 |
| 金山村       | 金山村          | 金山村                    | 金山村                    | 金山村                    | 1953年11月15日 併入小杉町 | 小杉町                    | 2005年11月1日 合併為射水市 | 2005年11月1日 合併為射水市 |
| 橋下條村     | 橋下條村        | 橋下條村                  | 1942年6月8日 併入小杉町   | 小杉町                    | 小杉町                    | 小杉町                    | 2005年11月1日 合併為射水市 | 2005年11月1日 合併為射水市 |
| 小杉町       |                 |                           |                           | 小杉町                    | 小杉町                    | 小杉町                    | 2005年11月1日 合併為射水市 | 2005年11月1日 合併為射水市 |
| 大江村       | 大江村          | 大江村                    | 大江村                    | 大江村                    | 1953年12月1日 併入小杉町  | 小杉町                    | 2005年11月1日 合併為射水市 | 2005年11月1日 合併為射水市 |
| 黑河村       | 黑河村          | 黑河村                    | 黑河村                    | 黑河村                    | 1954年3月27日 併入小杉町  | 小杉町                    | 2005年11月1日 合併為射水市 | 2005年11月1日 合併為射水市 |
| 下村         |                 |                           |                           |                           |                           |                           | 2005年11月1日 合併為射水市 | 2005年11月1日 合併為射水市 |
| 大島村       | 大島村          | 大島村                    | 大島村                    | 大島村                    | 大島村                    | 1969年4月1日 改制為大島町 | 2005年11月1日 合併為射水市 | 2005年11月1日 合併為射水市 |

## 行政

### 歷任市長
| 1 | 1 | 分家靜男 | 2005年11月27日 | 2009年11月26日 | 原新湊市市長             |            |            |            |            |            |            |
| 2 | 2 | 夏野元志 | 2009年11月27日 | 2013年11月26日 | 於選舉中擊敗原任市長當選 |            |            |            |            |            |            |
| 3 | 2 | 夏野元志 | 2013年11月27日 | 2017年11月26日 |                          |            |            |            |            |            |            |
| 4 | 2 | 夏野元志 | 2017年11月27日 | 2021年11月26日 |                          |            |            |            |            |            |            |
| 5 | 2 | 夏野元志 | 2021年11月27日 | 現任           |                          | 參考資料： | 參考資料： | 參考資料： | 參考資料： | 參考資料： | 參考資料： |

## 交通

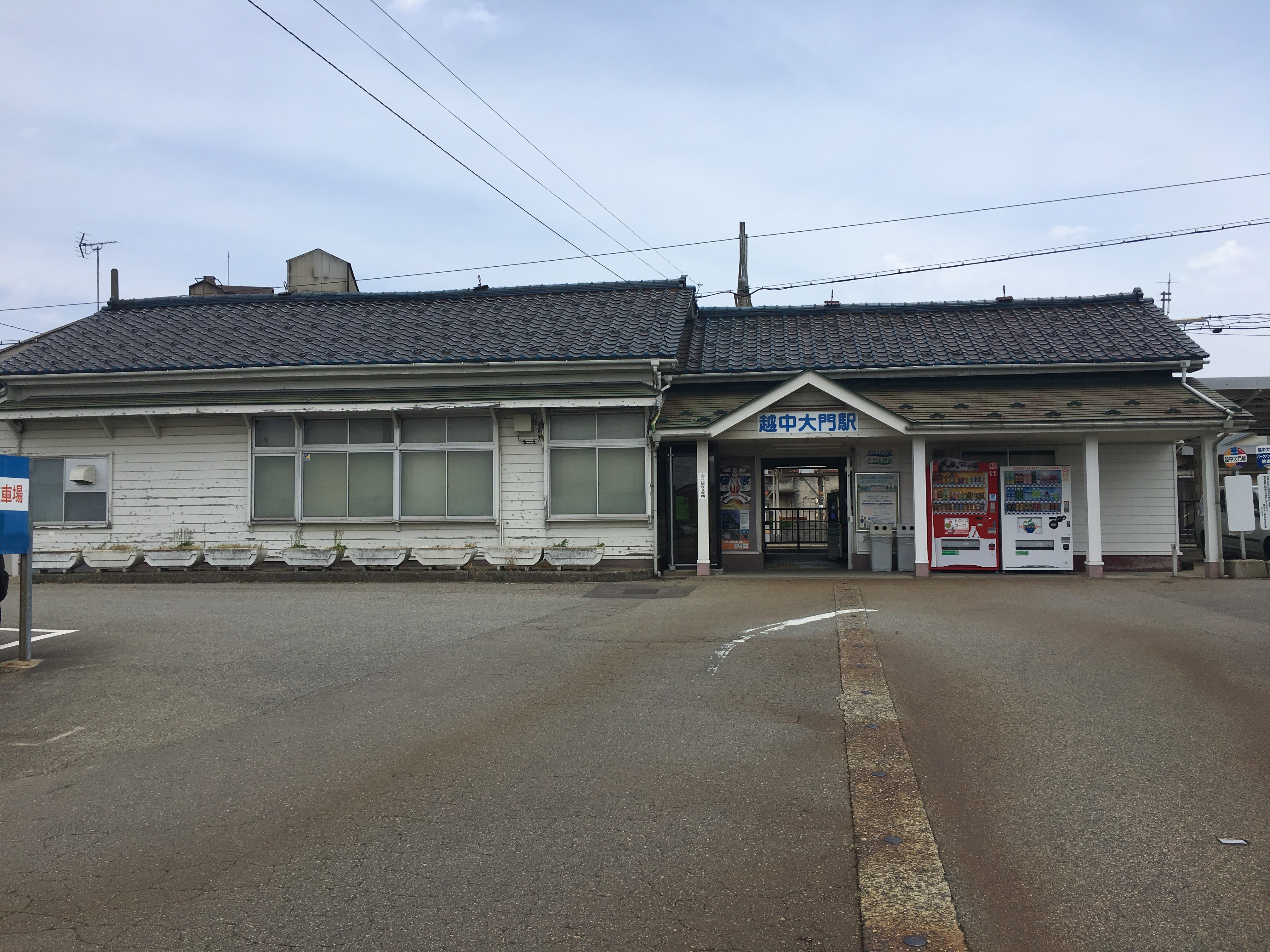
越中大門車站

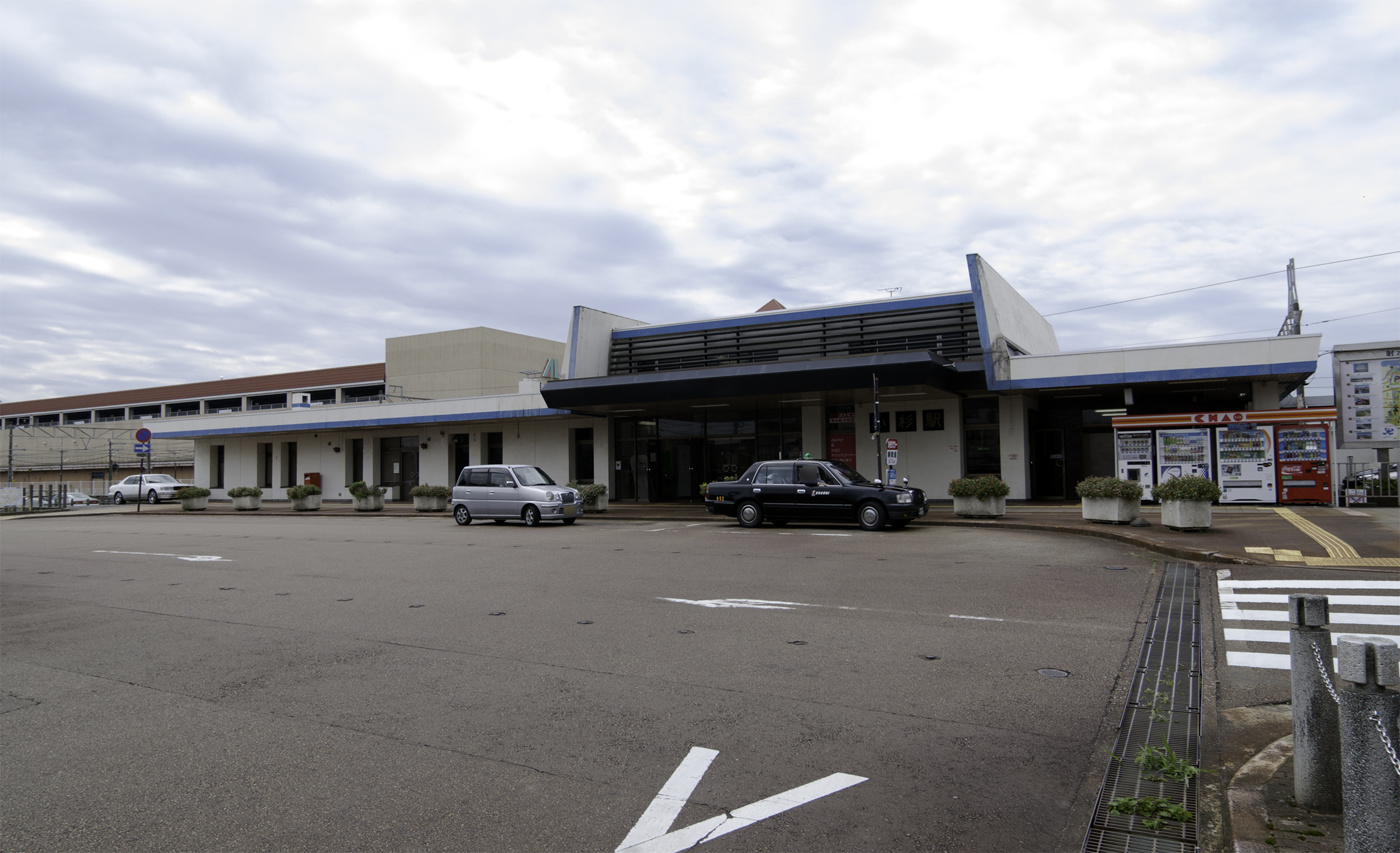
小杉車站

位於轄區中部的舊大門町地區和舊小杉町地區有過去原為舊北陸本線的愛之風富山鐵道線以東西向通過，在這兩地分別設有越中大門車站和小杉車站，西日本旅客鐵道的北陸新幹線雖然也通過此區域，但並未在轄內設置車站，必須在東側富山市內的富山車站轉乘愛之風富山鐵道線進入市內；而位於轄區北部的舊新湊市地區，則有萬葉線通過，不過萬葉線無法直接與轄區中部的愛之風富山鐵道線相通，必須至位於高岡市內的高岡車站轉乘。
在轄區南部也有高速公路北陸自動車道沿著山麓區域通過，自小杉交流道可經由國道472號往北進入射水市的主要市區；北陸地方的主要公路國道8號也自射水市內的北部通過，也是射水市主要的對外聯繫公路。
射水市內的客運路線業者主要為富山地方鐵道和加越能巴士兩家業者所經營，此外市政府也有委託經營射水市社區巴士，可連結市內各主要地區。

### 鐵路
- 愛之風富山鐵道
  - 愛之風富山鐵道線：（←高岡市） - 越中大門站 - 小杉站 - （富山市→）
- 萬葉線
  - 高岡軌道線：（高岡市） - 中伏木站 - 六渡寺站 - （新湊港線）
  - 新湊港線：（高岡軌道線） - 六渡寺車站 - 川口站 - 十字灣前站 - 新町口站 - （高岡市） - 東新湊站 - 海王丸站 - 越潟站
- 西日本旅客鐵道
  - 北陸新幹線：（←富山市） - （未於轄內設置車站） - （高岡市→）

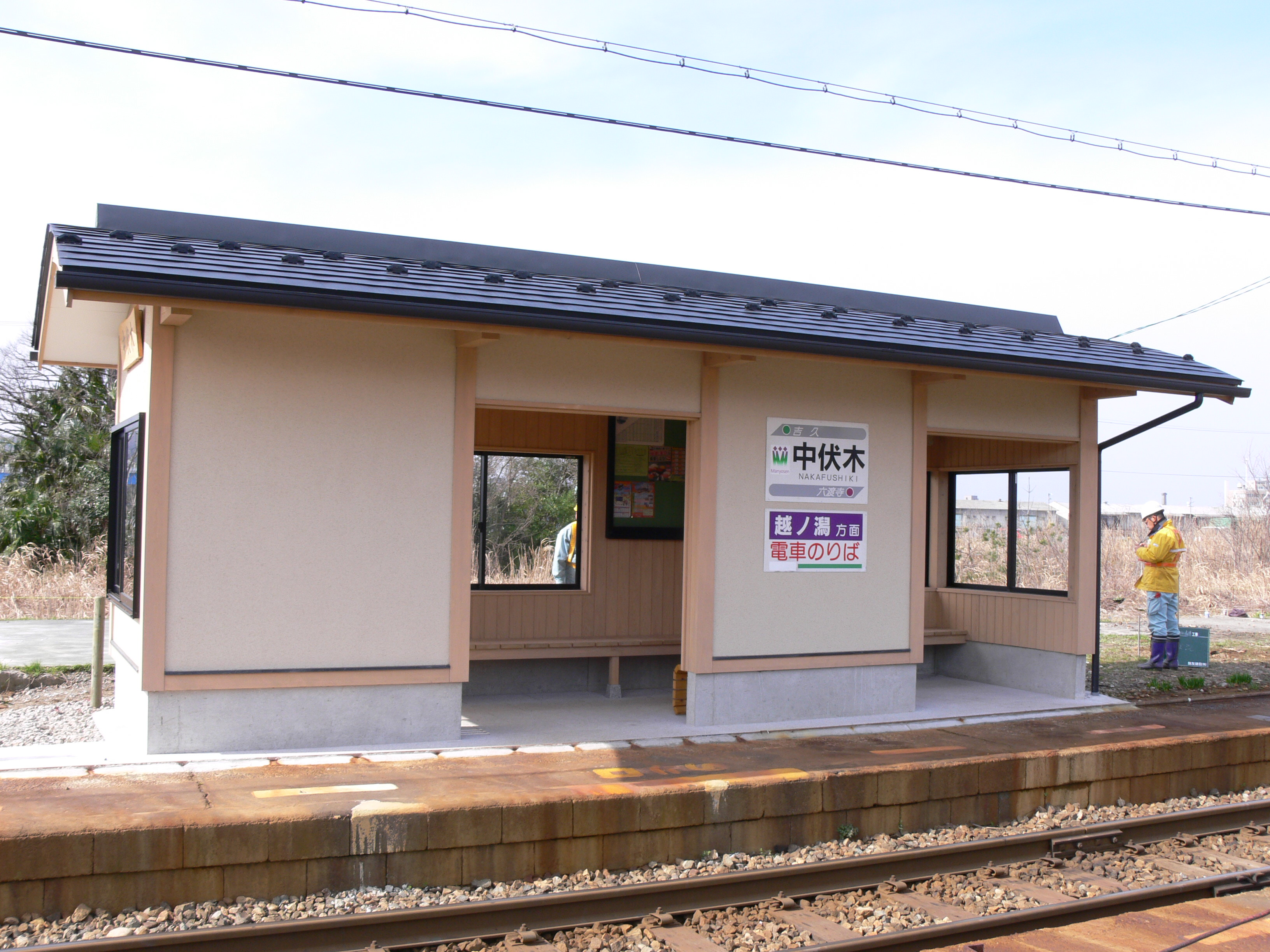
中伏木站
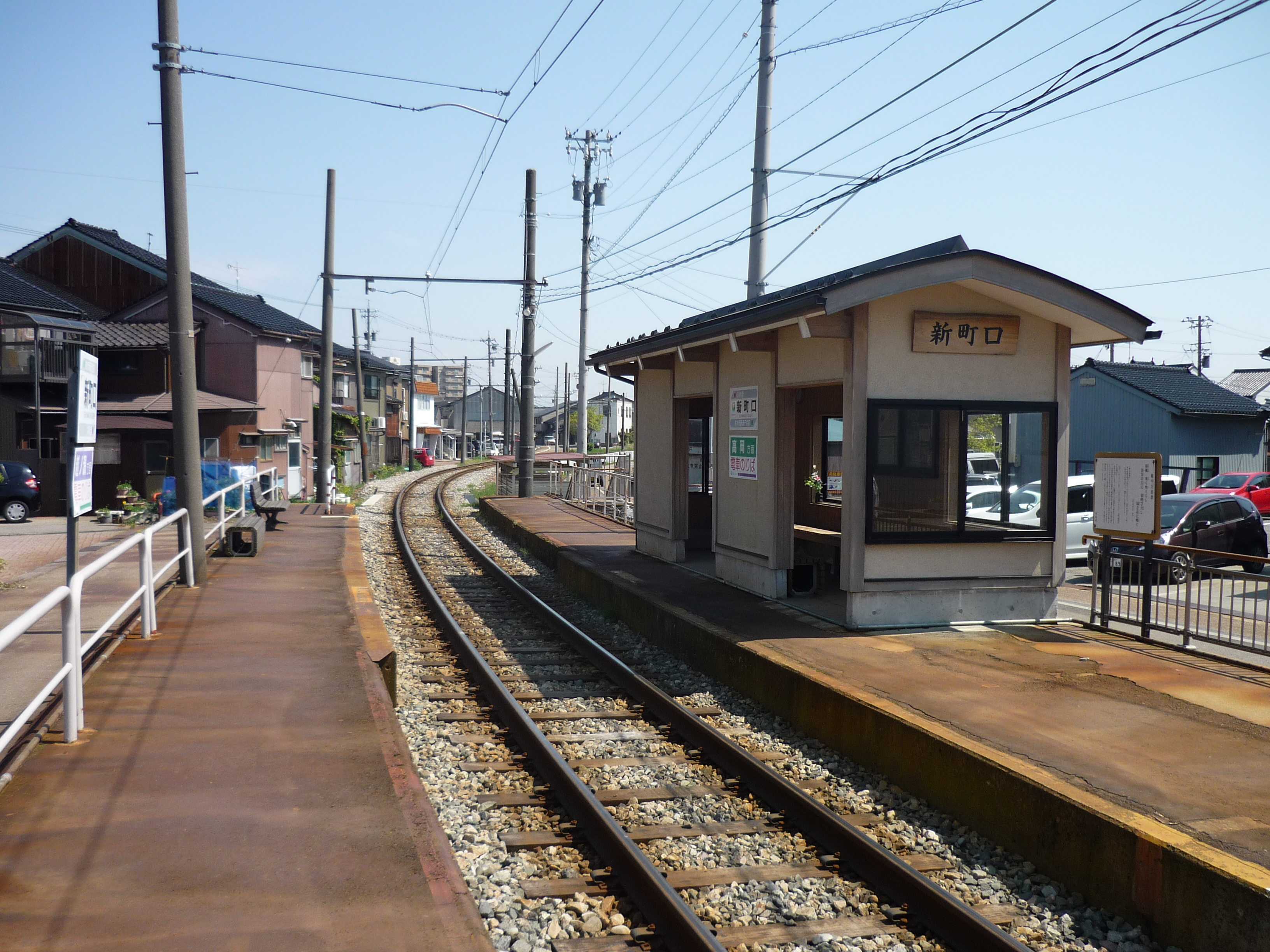
新町口站
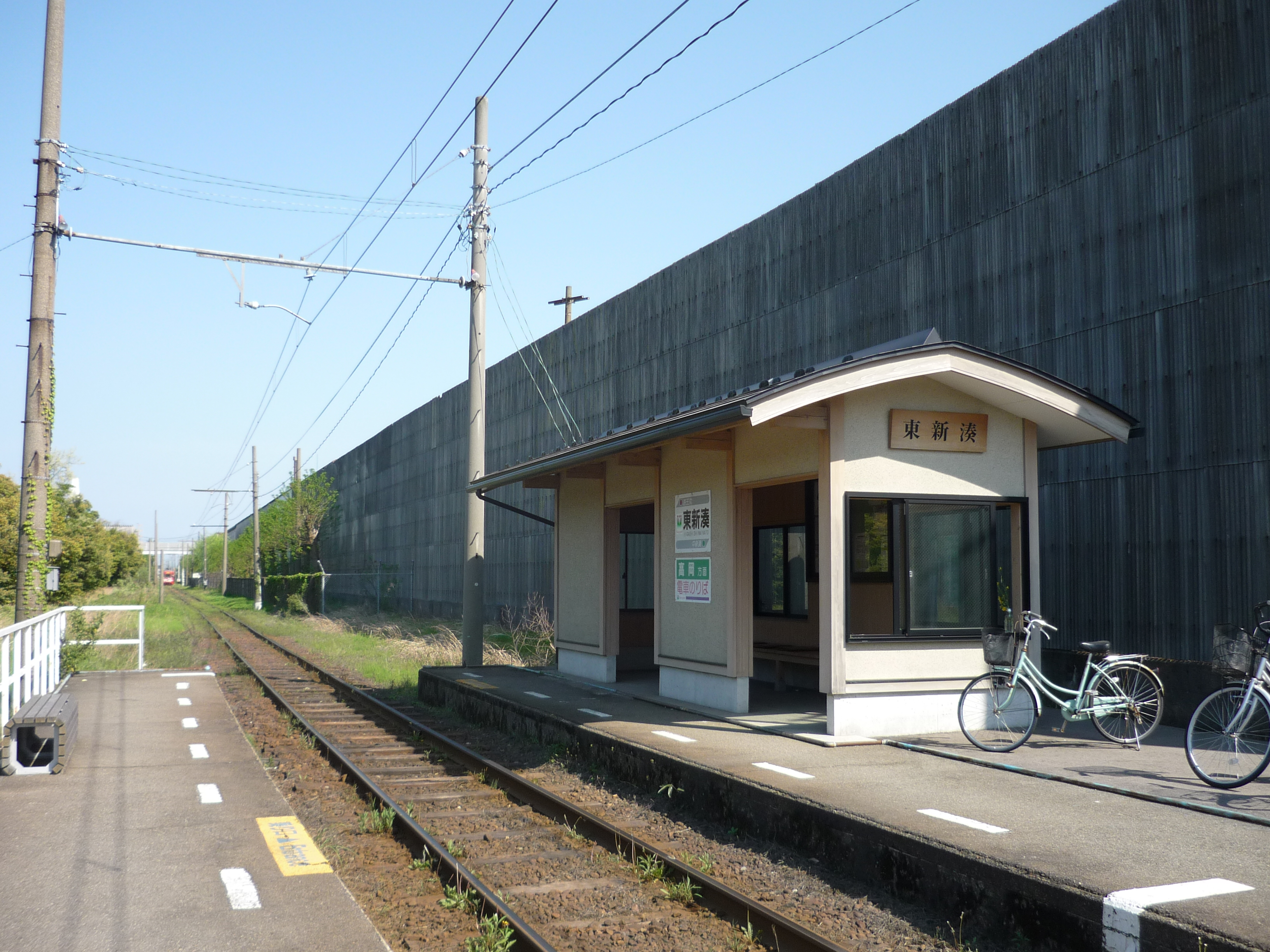
東新湊站
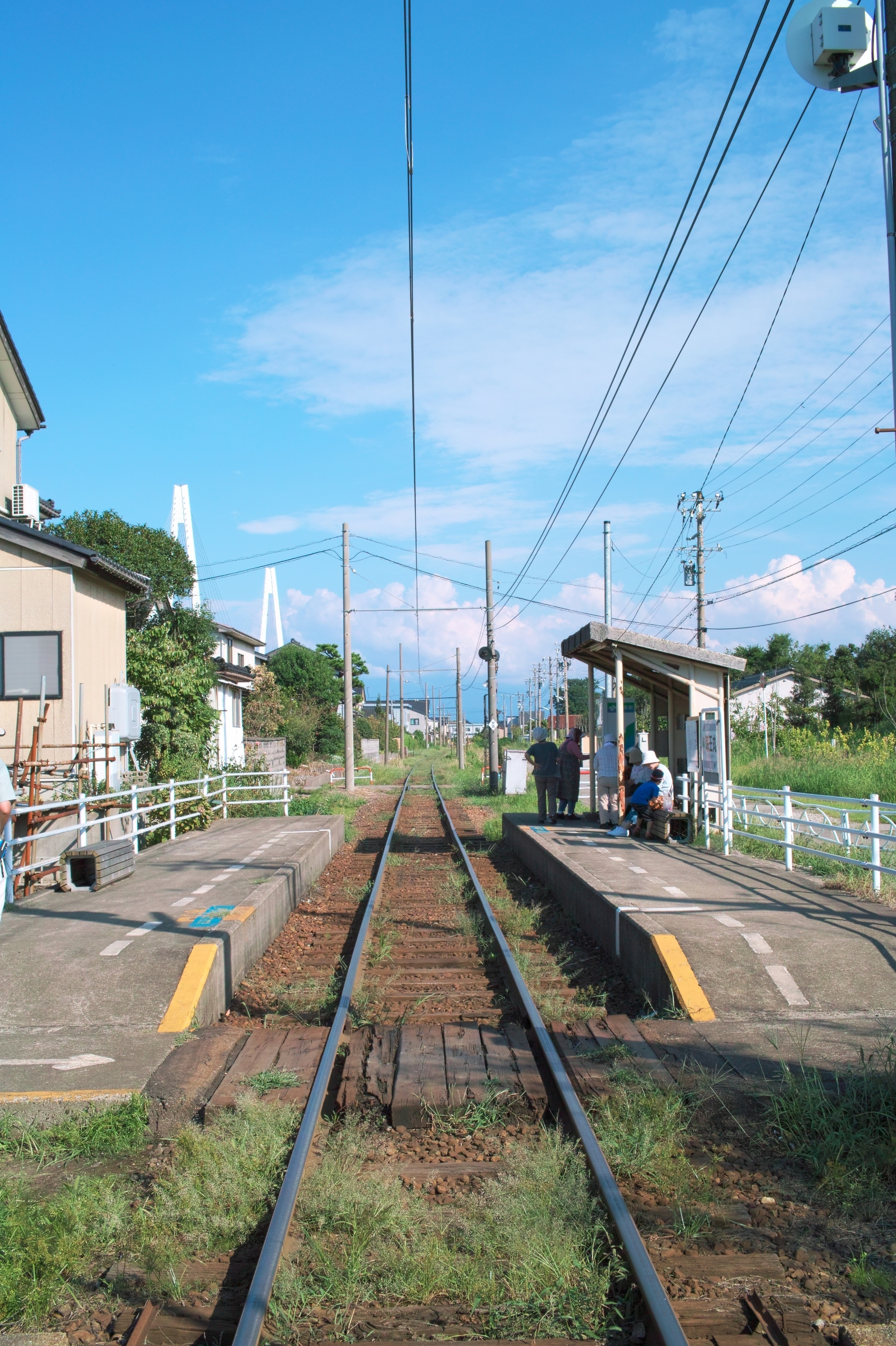
海王丸站
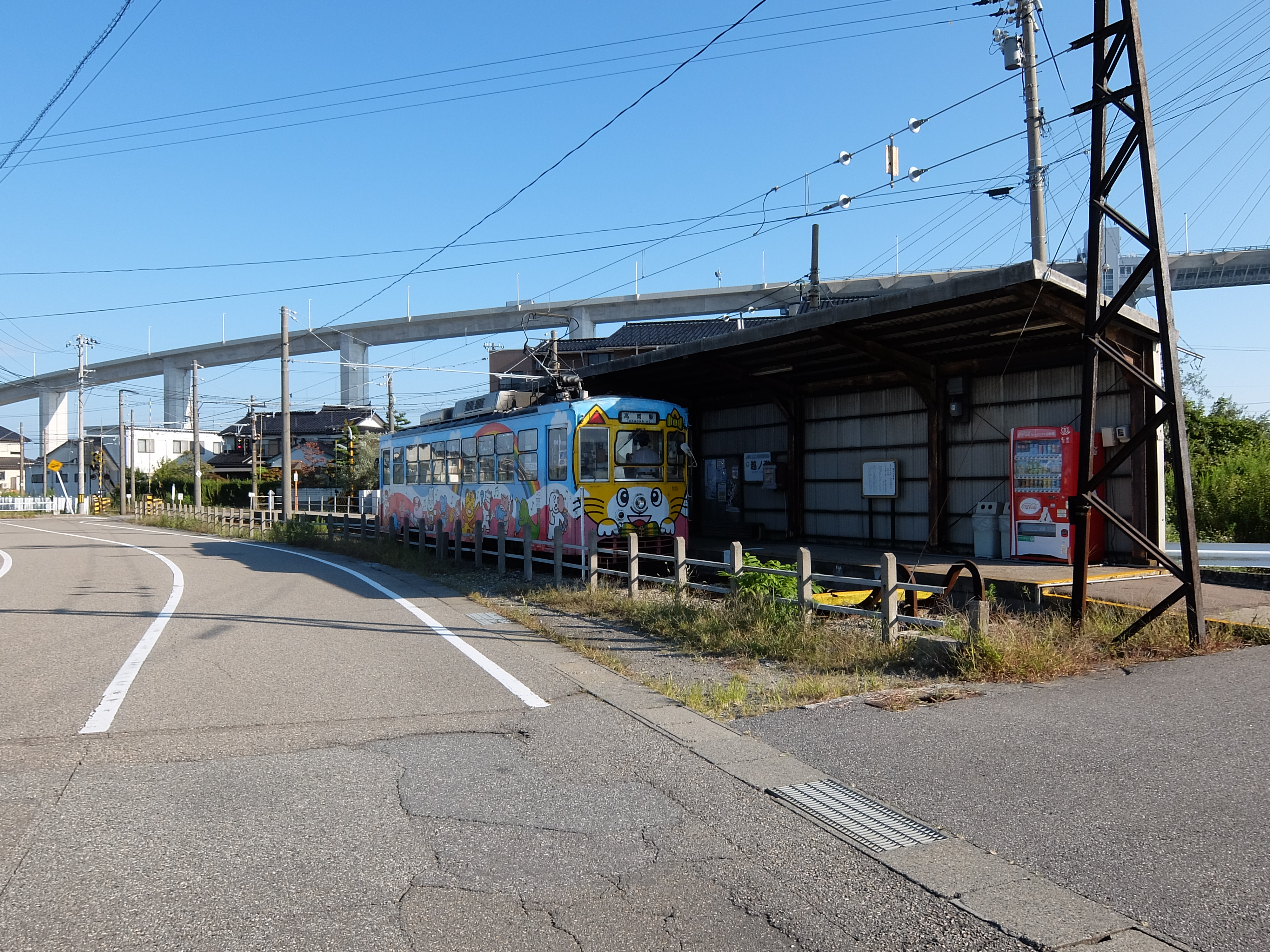
越潟站

### 公路
高速公路
- 北陸自動車道：（高岡市） - 小杉交流道（日语：小杉インターチェンジ (富山県)） - （富山市）

## 觀光資源

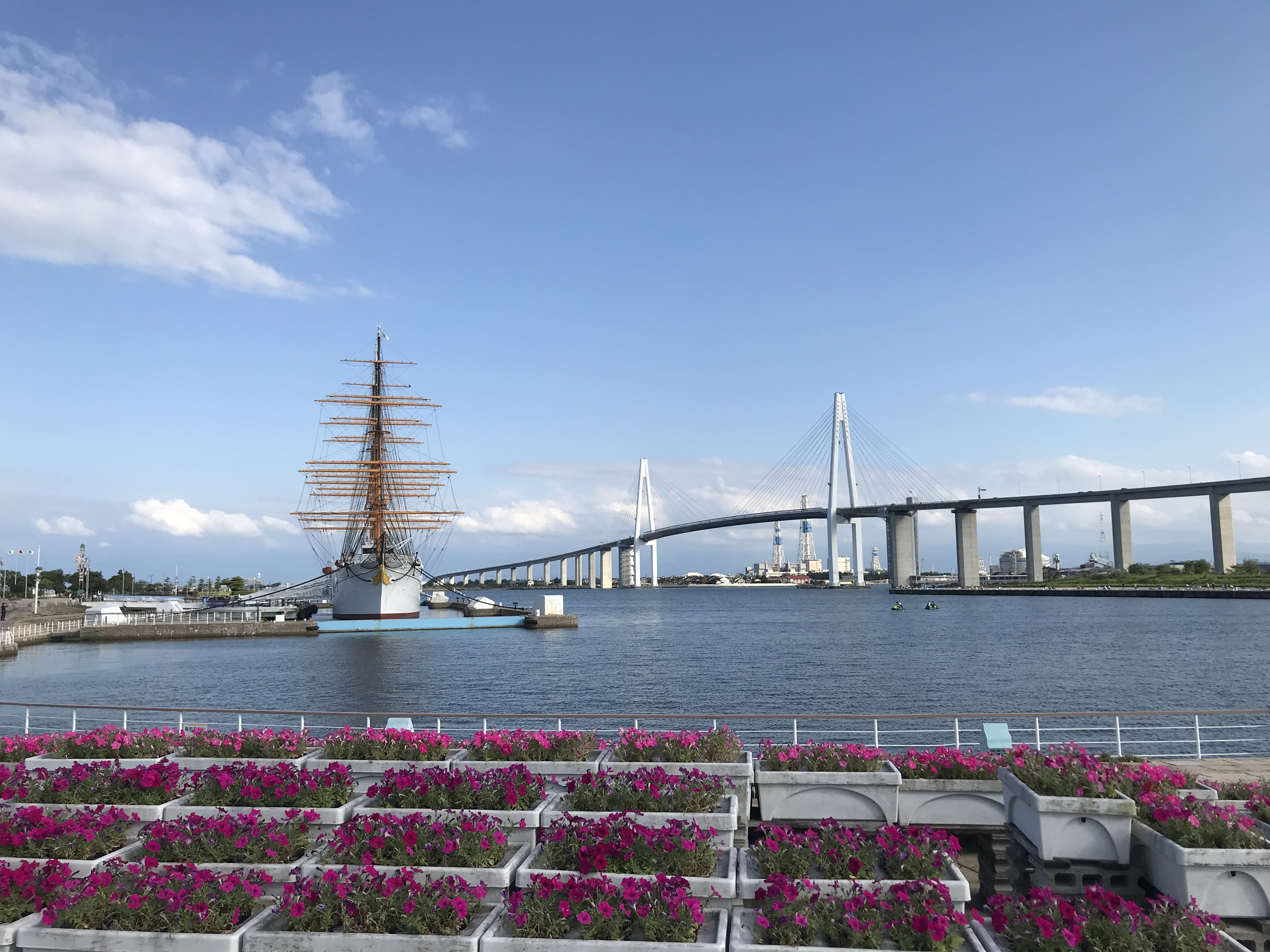
新湊大橋與港區內的海王丸

停放於北部新湊地區富山新港內的海王丸，為建於1930年的帆船訓練船，持續使用到1989年才退役，期間共航行超過100萬海哩，培訓超過一萬人，退役後便長期停放於富山新港內並對外展示，港內並以海王丸規畫了「港綠洲海王丸公園」，配合一旁的新湊大橋及展望台，讓整個港區成為市內最主要的觀光景點。

## 教育

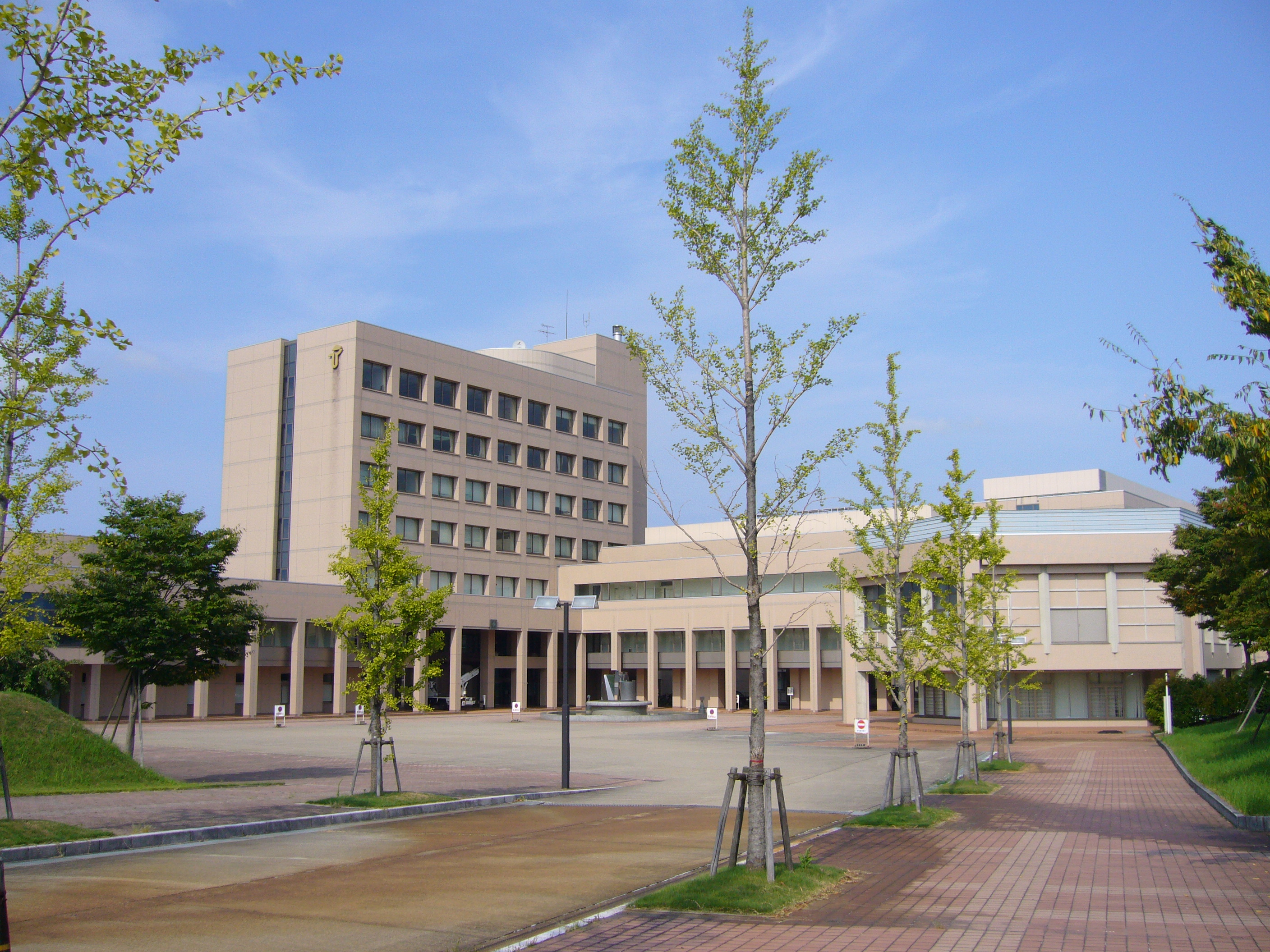
富山縣立大學射水校區的校舍

射水市轄內的高等教育學校包括以工學部為主的富山縣立大學射水校區、以社會福利相關課程為主的富山福祉短期大學、以商船相關領域為主的富山高等專門學校射水校區，其中富山高等專門學校在富山新港內也擁有臨海實習場，並包括一艘實習船隻。

## 姊妹、友好城市

### 日本
- 劍淵町（北海道）
過去劍淵町的第六代町長大澤町長之祖父為出身自舊大門町的移民，兩地因而在大澤上任後開始進行農業之交流，大門町與劍淵町因而於1995年締結為姊妹城市，2005年大門町合併為射水市後，兩地2006年繼續締結為姊妹城市。[12]
- 千曲市（長野縣）
過去最初為新湊市與舊更埴市的獅子會相互交流，促成兩地進一步的交流事業，兩地因在1997年締結為姊妹城市；更埴市和新湊市先後在2003年及2005年合併為千曲市及射水市後，兩地於2006年繼續締結為姊妹城市。[12]

## 外部連結
- （日語） 射水市的X（前Twitter）
- （日語） 射水雫的Instagram帳戶（射水市官方）
- （日語） 富山縣射水市 YouTube上的射水市頻道
- （日語） 射水市官方觀光網頁 （页面存档备份，存于）